# Développement de Windows Vista
Le développement de Windows Vista s'est déroulé sur une période de cinq ans et demi. Le développement a commencé en mai 2001, avant la sortie de Windows XP, et s'est terminé en novembre 2006. Windows Vista étant sortie le 30 janvier 2007.
Microsoft prévoyait à l'origine de sortir la nouvelle version fin 2003 en tant que version intermédiaire entre Windows XP (nom de code "Whistler") et Windows 7 (nom de code "Blackcomb" et "Vienna"). Le nom de code de Vista, "Longhorn", faisait allusion à ce plan: Whistler et Blackcomb étant le nom de deux montagnes, Longhorn est le nom d'un bar entre les deux montagnes que les visiteurs de Whistler passent pour atteindre Blackcomb.

Peu à peu, Windows "Longhorn" a assimilé de nombreuses nouvelles fonctionnalités et technologies importantes pour "Blackcomb", ce qui a eu pour effet de repousser la date de sortie à plusieurs reprises. De nombreux développeurs de Microsoft ont également été chargés d’améliorer la sécurité de Windows XP. Confronté à des retards et à des inquiétudes concernant les fonctionnalités), Microsoft a annoncé le 27 août 2004 qu’il apportait des modifications importantes. Le développement de "Longhorn" a redémarré le 20 août 2004, en s'appuyant sur le code de Windows Server 2003, et en réintégrant uniquement les fonctionnalités destinées à une version réelle du système d'exploitation. Certaines fonctionnalités annoncées précédemment, telles que WinFS et NGSCB, ont été supprimées ou reportées.

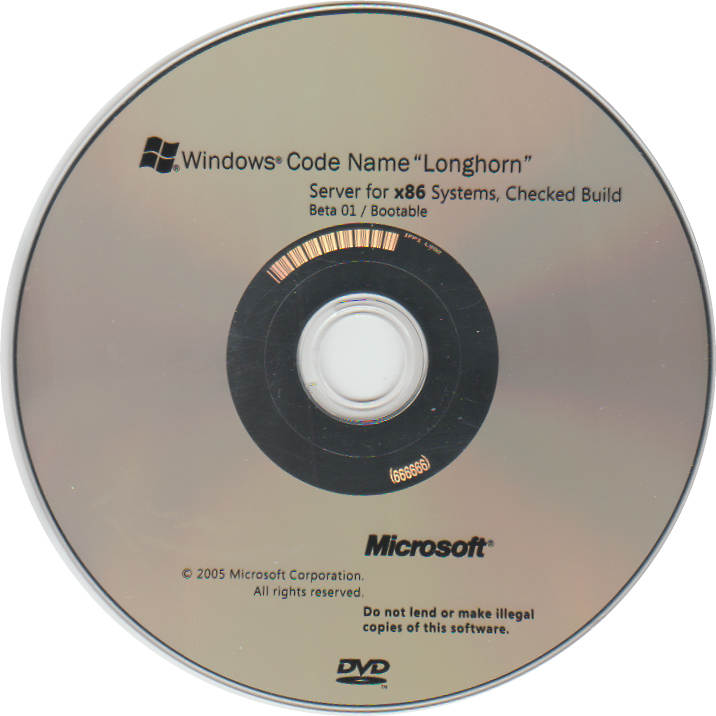
Disque DVD contenant le firmware en développement Windows Longhorn, qui sera plus tard Windows Vista.

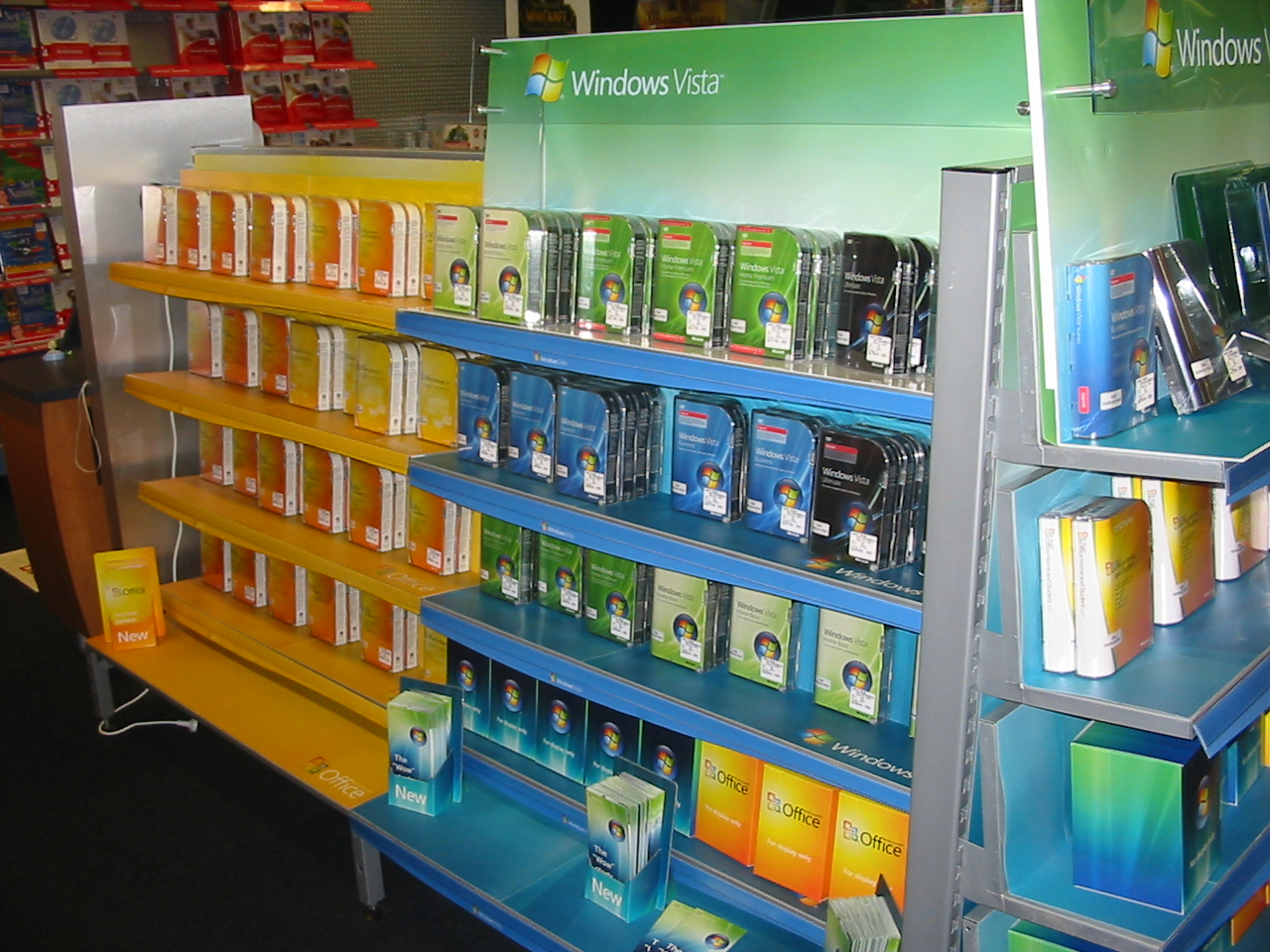
Windows Vista en stands, peu après son lancement.

Après que « Longhorn » a été nommé Windows Vista à la mi-2005, un programme sans précédent a été lancé, auquel ont participé des centaines de milliers de volontaires et d’entreprises. Entre septembre 2005 et octobre 2006, Microsoft a diffusé régulièrement des Community Technology Preview (CTP) aux bêta-testeurs et deux candidats à la sortie auprès du grand public. Le développement de Windows Vista s’est achevé le 8 novembre 2006, l'achèvement a été annoncé par le co-président du développement de Windows, Jim Allchin.

## 2002: début du développement
Les premières étapes de développement de Longhorn ont généralement été caractérisées par des améliorations progressives et des mises à jour de Windows XP. Au cours de cette période, Microsoft était assez discret sur ce qui était en train d’être mis au point, car ses activités de marketing et de relations publiques étaient davantage axées sur Windows XP et Windows Server 2003, publié en avril 2003. Des versions occasionnelles de Longhorn ont été divulgués sur des réseaux populaires partage de fichiers tels que IRC, BitTorrent, eDonkey et divers newsgroup , et la plupart des informations sur les builds avant la première version de développement approuvée de Longhorn en mai 2003 sont issues de ces builds.
La plupart des constructions de Longhorn et de Vista ont été identifiées par un message qui était toujours affichée dans le coin inférieur droit du bureau. Un message de construction typique ressemblait à "Longhorn Build 3663.Lab06_N.020728-1728". Des chiffres plus élevés ne signifiaient pas automatiquement que les dernières fonctionnalités de chaque équipe de développement de Microsoft étaient incluses. Généralement, une équipe travaillant sur une fonctionnalité ou un sous-système donné génère ses propres versions de travail que les développeurs testent, et lorsque le code est jugé stable, toutes les modifications sont réintégrées dans l’arbre de développement principal. Chez Microsoft, il existe un certain nombre de "laboratoires de construction" où la compilation de l'intégralité de Windows peut être effectuée par une équipe. Les travaux pratiques dans lesquels une génération donnée est générée sont affichés dans l'étiquette de génération, et la date et l'heure de la génération le font. Certaines versions (telles que Bêta 1 et Bêta 2) affichent uniquement l'étiquette de génération dans la boîte de dialogue d'informations sur la version (Winver) et les icônes proviennent de Windows XP.
Lors de l'installation des versions de la Milestone 2, l'OOBE (le processus de configuration) est identique à Windows XP, mais avec des musiques différentes.

### Milestone 2
Build 3663 (construit le 28 juillet 2002) était la première version connue comportant des captures d’écran. Ce fut la première fois que le style "Plex" avait été intégré. Microsoft considérait Plex comme un thème réservé à leurs versions de développement, jusqu'à ce qu'ils soient prêts à faire la démonstration d' Aero. Dans cette version, le style Plex était une version légèrement modifiée de la version Gris clair du thème Luna.
Build 3670 (construit le 19 août 2002) est une autre version de Longhorn .Les captures d’écran de cette version montraient une variante du gestionnaire de périphériques implémentée dans l’Explorateur Windows. Cette fonctionnalité est apparue plus tard dans Windows 7.

### Milestone 3
Build 3683 (construit le 23 septembre 2002), a fuité le 20 octobre 2002 et a été la première build de Longhorn à avoir fuité. Cette build a été la 1re parmi plusieurs présenté en tant que "Longhorn XP Professional". Visuellement il n'était pas très différent de Windows XP. Un des changements notables, et que cette build avait le logo Windows entièrement blanc sur le bouton Démarrer, et non plus colorée comme sur les versions précédentes. De plus, les modèles de Mes documents et Mes images étaient sensiblement différents, de même que les boîtes de dialogue Ouvrir et Enregistrer sous comprenaient également le modèle, intégrant des modifications esthétiques et quelques nouvelles options d'interface utilisateur. Une nouvelle "Barre latérale" (Sidebar en anglais) était également présent, qui contenait plusieurs gadgets qui seront intégré dans le Volet Windows de la version finale, comme une horloge analogique, un diaporama, et une fonction de recherche. Cette version a la barre latérale qui permet d’intégrer le bouton Démarrer, et désactiver entièrement la barre latérale. Une première version de WinFS était également incluse, mais n'avait pas d’interface utilisateur incluse et, tandis que les premiers testeurs n’eut comme idée de WinFS un service consommant beaucoup de mémoire et de processeur. Le panneau de configuration "Propriétés d'affichage" , était construit sur la nouvelle API "Avalon".
La musique de l'OOBE a été modifiée pour la chanson No Hay Problema de Pink Martini
Build 3706 (date de construction du 29 octobre 2002), a fuité le 22 mars 2006. Il a été l'une des premières builds à inclure le moteur de composition de bureau (Desktop Composition Engine (DCE)), qui est devenu plus tard, le Gestionnaire de fenêtre du Bureau (Desktop Window Manager (DWM)). Cette build est apparue sur Internet longtemps après d'autres builds de cette époque, et inclut plusieurs changements qui seront reportés en partie sur des builds sorties plus tard, incluant Internet Explorer 6.05 et le thème "Plex".
Build 3718 (date de construction du 19 novembre 2002), a fuité le 30 avril 2004. Il inclut DCE et des fonctions d'accélération de matériel, comme la fonction de transparence des fenêtres et des effets de transition. Durant la démonstration des capacités de DCE, les programmes sont littéralement basculés dans la barre des tâches et ont été tordus au fur et à mesure de leur réduction.

## 2003 et début 2004: Nouvelle technologie
Après plusieurs mois avec relativement peu de nouvelles informations sur l'activité de Microsoft sur Longhorn, Build 4008 (construit le 19 février 2003), a fait une apparition sur Internet autour du 28 février 2003.
Il a également été distribué en privé à un groupe restreint de développeurs de logiciels. En tant que version évolutive de la version 3683, elle contenait un certain nombre de petites améliorations, notamment un thème "Plex" bleu modifié et un nouveau programme d’installation simplifié basé sur Windows Image, qui fonctionne dès le début en mode graphique, et qui complète l’installation du logiciel d’exploitation. L'installation prends environ un tiers du temps, par rapport à Windows XP sur le même matériel. Une "nouvelle barre des tâches" facultative, plus fine que la précédente, a été introduite et affiche l’heure différemment.
La différence visuelle et fonctionnelle la plus notable est toutefois venue de Windows Explorer. L'incorporation du thème Plex a fait du bleu la couleur dominante de l'ensemble de Windows. Le volet des tâches de style Windows XP a été presque complètement remplacé par un grand volet horizontal apparaissant sous les barres d'outils. Une nouvelle interface de recherche permettait le filtrage des résultats, la recherche dans l'aide de Windows et les requêtes en langage naturel pouvant être utilisées pour l'intégration à WinFS. Les personnages de recherche animés ont également été supprimés. Les "modes d'affichage" ont également été remplacés par un seul curseur permettant de redimensionner les icônes en temps réel, en mode liste, miniature ou détails, en fonction de l'emplacement du curseur. Les métadonnées de fichier ont également été rendues plus visibles et plus facilement modifiables, avec un encouragement plus actif à compléter les informations manquantes. Il convient également de noter la conversion de l’explorateur Windows en une application .NET.
Build 4011, (construit le 8 mars 2003) est sortie après la 4008. Bien que cette version ait fuité sur Internet, les copies disponibles ont leur programme d'installation corrompue, de ce fait, elles ne peuvent pas être installés.

### Milestone 5
Build 4015 (construit le 28 mars 2003), a fuité sur Internet le 28 avril 2003. Un certain nombre de fonctionnalités sur lesquelles Microsoft travaillait ont été intégrées à cette version, telles qu'une gamme de contrôles parentaux, le déplacement et l'agrandissement du logo Windows sur le côté gauche du bouton Démarrer, ainsi que de nombreuses possibilités de configuration supplémentaires pour la barre latérale (notamment en dessous de la barre de démarrage en bas de l'écran) et de la notion de "bibliothèques" (plus tard appelés dossiers virtuels) de fichiers. Ces bibliothèques ont collecté du contenu autour du disque dur. L'utilisateur peut alors filtrer ce contenu et l'enregistrer dans un dossier. Microsoft avait initialement prévu de remplacer tous les dossiers de shell spéciaux (Mes documents, Ma musique, etc.) par des dossiers virtuels. Cependant, ce changement a été jugé trop radical et a été abandonné après la sortie de Beta 1 à la mi-2005. Les bibliothèques ont ensuite été incluses dans Windows 7. Cette version était également remarquable pour avoir un écran de démarrage concentrée en bas de l'écran comme cela la sera dans la version finale (bien que la version de 4015 soit bleue, pas verte). Un nouvel emplacement de shell de gestionnaire de téléchargement suggère qu'Internet Explorer obtiendrait un gestionnaire de téléchargement de style Mozilla, bien qu'aucune fonctionnalité de ce type ne soit apparente. L'existence de problèmes fuite de mémoire importants avec l'Explorateur Windows et la barre latérale a rendu cette version difficile à utiliser, ce qui a provoqué des piratages tiers visant à atténuer le problème. La base de données principale d'Outlook Express a complètement changé et est devenue dépendante de WinFS pour stocker son courrier électronique. WinFS lui-même présentait toujours d'importants problèmes de performances et d'utilisation de la mémoire. Il était donc devenu courant pour les testeurs de désactiver complètement WinFS, rendant ainsi Outlook Express inopérant.
Lors de la conférence Windows Hardware Engineering Conference (WinHEC) en mai 2003, Microsoft a présenté ses premières démonstrations publiques du nouveau gestionnaire de fenêtres de bureau et d'Aero. Les démonstrations ont été effectuées sur une version 4015 révisée qui n’a jamais été publiée. Un certain nombre de sessions destinées aux développeurs et aux ingénieurs en matériel de la conférence ont été consacrées à ces nouvelles fonctionnalités, ainsi qu'à la Base de calcul sécurisée nouvelle génération (auparavant appelée "Palladium"), qui était à l'époque une solution proposée par Microsoft. créer un environnement informatique sécurisé. Également à cette conférence, Microsoft a réitéré sa feuille de route pour la livraison de Longhorn, indiquant une date de sortie "début 2005".
Build 4028 (construit le 1er juillet 2003) a été la première build Serveur connue, et été basée sur Windows Server.NET RC1, qui est devenue plus tard Windows Server 2003. Les bits de client traditionnels, tels que le style visuel et l'apparence, étaient présents mais désactivés par défaut

Build 4029 (avec une date de construction du 19 juin 2003) a fuité le 23 septembre 2003. Cette version ne contenait que quelques-unes des technologies nouvelles de la version 4015. L’Explorateur Windows a subi plusieurs autres modifications. Des aperçus d'images et de vidéos plus grands étaient affichés dans une info-bulle lorsque la souris survolait un fichier. Le filtrage des résultats au niveau des colonnes était introduit et les performances globales d'Explorer étaient légèrement améliorées par rapport à la version 4015, bien que les problèmes de fuite de mémoire ne soient pas entièrement résolus. Il y avait aussi une nouvelle interface utilisateur d'horloge analogique. Le traitement d’images par lots d’images a également été introduit, permettant à un utilisateur de faire pivoter plusieurs images à la fois.

Build 4029 (construit le 20 juin 2003) était légèrement différente de la Build 4015. Un des changements notables était que le nom de Windows affichait, "onghornLay rofessionalPay ersionVay 2003" (Longhorn Professional Version 2003 en Pig Latin) à divers endroits dans le système d'exploitation. Alors que certains avaient supposé que les captures d'écran de cette version étaient fausses à cause de cette erreur apparemment évidente, Microsoft a ensuite expliqué qu'il s'agissait simplement du test d'un nouveau code permettant de localiser et de réduire le nombre d'emplacements dans le code du système d'exploitation dont le nom avait été défini.

### Milestone 6
Build 4033 (construit le 17 juillet 2003). était similaire à 4029, mais contenait quelques améliorations de l'interface utilisateur, y compris un thème Plex mis à jour
Build 4039 (construit le 27 août 2003) a fuité le 22 août 2007. Cette version inclut Phodeo, une vue 3D de l’affichage des photos, ainsi qu'une version de DWM complet et en aspect de verre en guise de transparence. Ce fut la dernière construction à contenir le style visuel Plex.

### Milestone 7
Build 4042 (construit le 9 septembre 2003) était probablement la première version à avoir le thème Slate (Lab06) au lieu du thème Plex (Winmain) vu dans les versions précédentes. Cependant, le thème Aero de la Build 4039 était toujours présent. Le mot "Mon" a été supprimé de "Ordinateur" et "Favoris réseau".
Build 4050 (construit le 28 septembre 2003) a été présenté au TechEd de 2004 en Israël et était l’une des nombreuses versions numérotées 4050 utilisées dans les démonstrations Microsoft, notamment lors de la Professional Developers Conference de 2003.
Official PDC 2003 build (construit le 1er octobre 2003 et avec comme numéro de build 4051) n'a pas été rendu public, mais il a fui le 20 octobre 2003. Il a introduit le thème Slate, qui a fait ses débuts en 4042.Lab06.Cette version contenait également une version mise à jour de Internet Explorer avec un numéro de version de 6.05. Parmi les nouvelles fonctionnalités notées par les relecteurs, citons un gestionnaire de téléchargement, un bloqueur de fenêtres contextuelles, un gestionnaire de modules complémentaires et un outil pour effacer l'historique de navigation. À l'exception du gestionnaire de téléchargement, qui a finalement été supprimé, ces fonctionnalités sont toutes apparues dans les versions d'Internet Explorer incluses dans les versions de prévisualisation de Windows XP Service Pack 2 quelques mois plus tard. Lorsque la barre latérale Windows était activée, le mot "Démarrer" était supprimé du bouton Démarrer - une particularité qui sera utilisé ultérieurement dans Windows Vista.
Build 4053 (construit le 22 octobre 2003) a fuité le 2 mars 2004 et a subi quelques modifications mineures.
Build 4066 (construit le construit le 26 février 2004) Bien que cette version soit identifiée comme une version "Server", elle contenait bon nombre des fonctionnalités jamais vues et associées aux versions de bureau. Une version mise à jour de Phodeo a été incluse, ainsi que la barre latérale, un lecteur Mini-Windows Media et les mosaïques associées, ainsi qu'une version fonctionnelle du gestionnaire de fenêtres du bureau et du thème Jade. Cette version a également remplacé de nombreuses icônes XP par de nouvelles icônes Longhorn, dont certaines ressemblent beaucoup aux icônes de la version finale de Vista. Cette build a fuité le 20 décembre 2008.
En mai 2004, Microsoft a modifié ses plans pour inclure la technologie Next-Generation Secure Computing Base avec Longhorn. Cette technologie, mieux connue sous son nom de code original "Palladium", avait suscité de nombreuses critiques de la part d’analystes, de spécialistes de la sécurité et de chercheurs, et était souvent citée par les défenseurs des systèmes d’exploitation non - Microsoft comme une raison de migrer vers. leur plate-forme préférée. Ross Anderson, par exemple, a publié un article rassemblant nombre de ces préoccupations et critiques dans le cadre d'une analyse plus vaste sur Trusted Computing.
Compte tenu des nombreuses réactions négatives émanant non seulement des analystes, mais aussi des entreprises et des développeurs de logiciels, Microsoft a mis en suspens de nombreux aspects du projet NGSCB pour une durée indéterminée.Le seul aspect de NGSCB inclus dans la version finale du système d'exploitation est "BitLocker", qui peut utiliser une puce du module de plateforme sécurisée pour faciliter le démarrage sécurisé et le chiffrement intégral du lecteur.
Build 4067 (construit le 12 février 2004) était une version bêta privée présentée lors de la conférence de Jim Allchin lors du WinHEC 2004.
Build 4074 (construit le 25 avril 2004) — Official WinHEC 2004 preview build. Ayant fuité en mai 2004. Cette version introduit un thème Jade amélioré, bien que le thème Slate ait été conservé et qu’il soit utilisé par défaut. En outre, la police Segoe UI a été introduite pour le thème Jade. C’est aussi la version la plus connue avant la réinitialisation.

### Milestone 8
Build 4083 (construit le 16 mars 2004) — A fuité le 10 novembre 2004. Cette build était un essai pour Microsoft de l'architecture 64 bits. La barre latérale et WinFS ont été supprimés dans cette version. Cette build est considérée comme très instable, et marquée par l'absence de programmes dans le menu Démarrer et par des problèmes de pilote et d'installation. Aucun fond d'écran n'était également utilisé, juste une couleur uni.
Build 4084 (construit le 25 mai 2004) — Cette build inclut quelque améliorations, notamment l'utilisation d'un fond d'écran. Toutefois le thème Windows Classic et le mode sans échec ne fonctionne pas dans cette version.
Build 4088 (construit le 7 juillet 2004) — Cette build fait partie des versions les plus instables et possède beaucoup de bugs.

### Milestone 9
Build 4093 (construit le 19 août 2004) — C'était l'une des dernières versions compilées avant la réinitialisation du développement. Considéré comme très instable, il contenait de nouveau une barre latérale, WinFS et une version de Windows Movie Maker basé sur Avalon, une version préliminaire de Windows Anytime Upgrade et le synthétiseur de parole Microsoft Anna. Un applet du panneau de configuration des propriétés d'affichage basé sur Avalon était caché dans le dossier \WINDOWS\SYSTEM32, similaire à celui de la version 3683.

## Réinitialisation du développement
En 2004, l'équipe Windows de Microsoft avait clairement compris qu'elle perdait de vue ce qu'il fallait faire pour mettre au point la prochaine version de Windows et l'envoyer aux clients. En interne, certains employés de Microsoft décrivaient le projet Longhorn comme "un autre Cairo" ou "Cairo.NET", faisant référence au projet Cairo dans lequel l'entreprise s'était engagée tout au long de la première moitié des années 1990. , qui n’a jamais abouti à un système d’exploitation livrable (bien que presque toutes les technologies développées au cours de cette période se soient retrouvées dans Windows 95 et Windows NT 4.0). Microsoft avait été choqué en 2005 par la publication de Mac OS X Tiger par Apple. Il n'offrait qu'un sous-ensemble limité de fonctionnalités prévues pour Longhorn, notamment la recherche rapide de fichiers et le traitement intégré des graphiques et du son, mais semblait offrir une fiabilité et des performances impressionnantes par rapport aux versions actuelles de Longhorn. La plupart des versions de Longhorn présentaient des plantages majeures du système et notamment du processus Explorer.exe qui empêchaient le système d'exploitation de fonctionner correctement et a ajouté plus de confusion aux équipes de développement dans les versions ultérieures avec plus de code en cours de développement qui n'a pas réussi à atteindre la stabilité.
Dans un article en première page du 23 septembre 2005 intitulé "The Wall Street Journal", le co-président de Microsoft, Jim Allchin, responsable du développement et de la livraison de Windows, expliquait comment Longhorn était "en train de s'écraser", en grande partie à cause des méthodes aléatoires d’introduction et d’intégration de fonctionnalités dans le cœur du système d’exploitation, sans se focaliser clairement sur le produit final. En décembre 2003, Allchin a sollicité l’aide de deux autres hauts dirigeants, Brian Valentine et Amitabh Srivastava, le premier ayant acquis une expérience des logiciels d’expédition de Microsoft, notamment Windows Server 2003, et ce dernier ayant fait carrière chez Microsoft à la recherche et au développement de méthodes de production de systèmes de test de haute qualité. Srivastava a fait appel à une équipe d'architectes principaux pour définir visuellement l'intégralité du système d'exploitation Windows et pour travailler de manière proactive à un processus de développement permettant d'appliquer des niveaux élevés de qualité de code, de réduire les interdépendances entre les composants et, en général, de ne pas aggraver les choses. avec Vista ".
Ces éléments, ainsi que le fait que nombre des développeurs et ingénieurs les plus qualifiés de Microsoft travaillaient sous Windows Server 2003, ont conduit à la décision de "réinitialiser" le développement de Longhorn, en s'appuyant sur le même code que celui qui allait devenir Windows Server 2003 Service Pack. 1, au lieu de l'ancienne version Windows.NET Server Release Candidate 1 (version 3663).
Ce changement, annoncé en interne aux employés de Microsoft le 26 août 2004, a véritablement commencé en septembre, mais il faudrait encore plusieurs mois avant que le nouveau processus de développement et la nouvelle méthodologie de construction ne soient utilisés par toutes les équipes de développement. Un certain nombre de développeurs, et Bill Gates lui-même, se sont plaints du fait que le nouveau processus de développement serait extrêmement difficile. Les modifications apportées aux laboratoires de construction ont également entraîné une période de plusieurs mois sans qu'aucune construction de Longhorn ne soit divulguée sur Internet.

### Longhorn "D1"
Build 3790.1232 (construit le 20 août 2004) ).Il s’agissait de la première version de Longhorn basée sur la base de code Server 2003, mais avec l’interface de Windows XP. Les builds internes successifs, échelonnés sur plusieurs mois, ont progressivement intégré une grande partie du travail fondamental réalisé au cours des trois dernières années, mais avec des règles beaucoup plus strictes sur le code pouvant être intégré aux builds principaux. Les builds de cette période ont été décrites de différentes manières : sois sous le nom de Longhorn "D1", selon que l’arbre de génération, nouveau ou ancien, était en cours d’utilisation. La preuve d'une construction similaire marquée Build 5000 (construite le 8 septembre 2004) a également été trouvée.
Build 5001 (construit le 12 septembre 2004) est une autre version de Windows Longhorn, qui a également une interface Windows XP. Le papier peint est le même que Windows XP, mais avec une vache Texas Longhorn. Tous les endroits du système d'exploitation avec le logo Windows XP a les lettres "xp" remplacé par "lh". Les lettres "lh" représente "Longhorn".
Build 5048 (construit le 1er avril 2005), s’agissait de la version préliminaire officielle de WinHEC 2005, appelée «Longhorn Developer Preview», et mise à la disposition des participants du WinHEC le 24 avril 2005. C’était la seule version de cette période mise à disposition par Microsoft; il n'a pas été officiellement distribué en dehors de WinHEC, mais la build est rapidement apparue sur les réseaux de partage de fichiers. Le style visuel Aero a fait son apparition dans cette version et le gestionnaire de fenêtres du bureau était présent mais désactivé et masqué par défaut. Lors de la présentation principale, Bill Gates a également annoncé que bon nombre des API de développement WinFX initialement prévues exclusivement pour Longhorn allaient être backporté sous Windows XP et Server 2003, et que l'interface utilisateur finale de Longhorn ne pas être vu pendant un moment plus longtemps. D'autres fonctionnalités telles que les résolutions indépendantes du périphérique, les icônes pixellisées, les dossiers virtuels et la virtualisation du registre ont également été abordées.
Build 5060 (construit le 17 avril 2005) Aucune différence majeure par rapport à la build 5048, sauf qu’il dispose d’un nouvel écran de connexion. Le fond d'écran a été changé.

## Mi-2005 vers novembre 2006: Windows Vista
Microsoft a envisagé plusieurs noms pour son nouveau système d'exploitation. En fin de compte, Microsoft a choisi Windows Vista, comme l'a confirmé le 22 juillet 2005, estimant qu'il s'agissait d'une "merveilleuse intersection de ce que fait réellement le produit, de ce que Windows représente, de ce qui résonne avec les clients et de leurs besoins. Le chef de projet du groupe, Greg Sullivan, a déclaré à Paul Thurrott: "Vous voulez que le PC s'adapte à vous et vous aidez à surmonter le fouillis pour vous concentrer sur ce qui est important pour vous. C'est en quoi consiste Windows Vista: apporter de la clarté à votre monde (référence aux trois points marketing de Vista: Clair, Connecté, Confiant), pour que vous puissiez vous concentrer sur ce qui compte pour vous." Le co-président de Microsoft, Jim Allchin, a également apprécié le nom, affirmant que Vista crée la bonne image pour les nouvelles fonctionnalités du produit et inspire l'imagination avec toutes les possibilités de ce que l'on peut faire avec Windows: faire revivre des passions.

### Beta 1
Windows Vista Beta 1 (Build 5112, construit le 20 juillet 2005) qui a été publié le 27 juillet 2005, était la première version Longhorn à s'appeler Windows Vista et était disponible pour les abonnés Microsoft Developer Network (MSDN) et TechNet, ainsi que pour un groupe de testeurs Microsoft Beta.
Par rapport à la version WinHEC publiée plus tôt dans l’année, Windows Vista Bêta 1 représentait un progrès considérable dans l’introduction de nouvelles fonctionnalités d’interface utilisateur. Le shell Windows a été radicalement changé une fois de plus en introduisant des dossiers virtuels, une nouvelle interface de recherche, un certain nombre de nouvelles icônes haute résolution et une nouvelle interface pour l’explorateur Windows qui supprime les menus et la plupart des boutons de la barre d’outils présents dans les versions précédentes. versions. La version bêta 1 a également introduit de nombreuses technologies sous-jacentes prévues pour Vista, notamment les nouvelles piles réseau et audio, les contrôles parentaux et une version relativement complète de .NET Framework 3.0, encore appelée  WinFX .

### Community Technology Previews

#### 2005
Build 5219 (construit le 30 août 2005) Microsoft a commencé à publier des prévisualisations techniques de communauté (CTP) pour les bêta-testeurs, leur travail sur la stabilité étant moins complexe que les versions bêta réelles.
La version 5219, également connue sous les noms de «CTP1» et «September CTP», a été distribuée aux participants du PDC 2005 le 13 septembre 2005 et a été distribuée aux Bêta testeurs de Microsoft et aux abonnés MSDN. Il s'agissait de la première version publique "Édition Intégrale", incluant Super Fetch.
Bien que n'étant pas activé par défaut, cette actualisation a vu le retour de la barre latérale Windows, qui avait été supprimée dans le cadre de la réinitialisation du développement, et l'introduction de Gadgets du bureau, qui font tous deux partie de gadgets Microsoft (des mini-applications). Microsoft a déclaré qu’il avait l’intention de rendre progressivement téléchargeables d’autres gadgets à partir d’un site Web. Cette version prenait également en charge une nouvelle version de Windows Media Center portant le nom de code "Diamond".
Bien que Microsoft ait déclaré que WinFS ne ferait pas ses débuts dans Windows Vista, les utilisateurs de la version 5219 ont remarqué que WinFS était en fait inclus dans cette version. Plusieurs sites et groupes de discussion Windows "rumeurs" tels comme Neowin et le site Web SuperSite de Paul Thurrott pour Windows ", ont spéculé que WinFS serait prêt dans Windows Vista..
Build 5231 (construit le 4 octobre 2005) également connue sous les noms de «CTP2» et «October CTP», a été distribué aux abonnés MSDN et aux testeurs bêta de Microsoft le 17 octobre 2005. Cette version "ultime" a introduit la version 11 de Windows Media Player . Un utilitaire de contrôle du volume mis à jour a été ajouté, permettant de contrôler le niveau de volume de chaque programme en cours d'exécution.
Build 5259 (construit le 17 novembre 2005) a été publié le 22 novembre 2005 par les membres du programme TAP (Microsoft Technology Adoption Program). Il avait été initialement annoncé qu'il serait publié le 18 novembre en tant que November CTP. Cependant, Microsoft a annulé le CTP de novembre en raison de son instabilité et a publié cette version uniquement pour les membres du TAP. La barre latérale a été temporairement supprimée. la construction comportait quelques nouvelles modifications d'interface utilisateur, notamment la possibilité de modifier la couleur et la clarté de l'interface utilisateur. Windows AntiSpyware (bientôt "Windows Defender") a été intégré. Outlook Express a été renommé "Windows Mail". Il s’agissait d’une version IDW et n’avait donc pas suivi le processus de test CTP. Il a fuité sur Internet le 7 décembre 2005.
December CTP (construit le 17 novembre 2005 avec comme numéro de build 5270) a été publié pour les testeurs et MSDN le 19 décembre 2005 et était assez proche de la version finale. Depuis lors, la compilation complète des fonctionnalités a été retardée jusqu’à la fin janvier 2006. Dans cette version, Windows AntiSpyware était renommé Windows Defender et IE7 avait une nouvelle icône / logo. Il y a eu quelques changements mineurs dans l'interface utilisateur.
Le CTP de décembre était également la dernière version de Windows Vista prenant en charge le contournement de l’exigence de modèle de pilote WDDM, permettant ainsi à Desktop Window Manager (UXSS au moment de la construction) de s’exécuter en utilisant l’émulation de vertex logicielle. En raison de cette modification postérieure aux versions 5270, les clés bien connues 'UseMachineCheck' et 'EnableMachineCheck' ne permettent pas d'exécuter le gestionnaire de fenêtres du bureau en mode d'émulation logicielle.

#### 2006
February CTP (construit le 17 février 2006 avec comme numéro de build 5308) est sorti le 22 février 2006 et était le premier CTP complet. Cette construction était destinée aux entreprises. C'était aussi la première version à avoir la compatibilité mise à jour. Selon Microsoft, cette version comportait toutes les fonctionnalités sauf une (qui devrait figurer dans le prochain CTP), que les clients verront dans la version finale. Cependant, les versions ultérieures ont apporté plus d'améliorations que prévu. Une révision non préparée a été apportée à cette version et a été publiée le 28 février 2006 sous la version 5308.60 (construite le 23 février), qui résultait du fait que Windows Server "Longhorn" posait de nombreux problèmes. Le CTP de février incluait également de nombreux dossiers virtuels, notamment  Pièces jointes ,  Musique préférée ,  Nouvelles pistes ,  Important E-mail ,  Dernières 7 jours E-mail ,  Documents sur les 30 derniers jours ,  Images et vidéos récentes des 30 derniers jours ,  Récemment modifiées ,  Partagées par moi ,  Messages non lus  ', et' 'Fichiers de l'utilisateur' '.
Le 9 mars 2006, lors du Intel Developer Forum, Microsoft a annoncé une modification de son projet de prise en charge d’EFI dans Windows Vista. La spécification UEFI 2.0 (qui remplace EFI 1.10) n’a été complétée que début 2006 et, au moment de l’annonce de Microsoft, aucun fabricant de microprogrammes n’avait achevé une implémentation de production pouvant être utilisée à des fins de test. En conséquence, il a été décidé de différer l’introduction du support UEFI dans Windows; la prise en charge de UEFI sur les plates-formes 64 bits a été différée jusqu'à ce que Vista Service Pack 1 et Windows Server 2008 et UEFI 32 bits ne soient plus pris en charge, car Microsoft ne s'attend pas à ce que beaucoup de ces systèmes soient construits alors que le marché passe à des processeurs 64 bits,.
February CTP Refresh (construit le 21 mars 2006 avec comme numéro de build 5342) a été publié le 24 mars 2006. Cette version a été livrée par Microsoft aux bêta-testeurs techniques et à certaines entreprises clientes. Elle était utilisée comme carte d’essai pour les nombreux commentaires qu’ils avaient obtenus lors de la CTP de février. Ils ont décrit cette version comme un "poste de travail pour développeur externe", dans le but de fournir une version provisoire entre les CTP. Microsoft a affirmé qu'il était toujours sur la bonne voie pour livrer le prochain CTP au deuxième trimestre, la version qui sera la dernière des versions Bêta 2. La construction comprenait des modifications mineures de l'interface utilisateur, notamment des améliorations du Media Center, de nouveaux effets Aero et Aurora, un processus de configuration plus rapide, de nouveaux gadgets de la barre latérale et de légères améliorations des performances et de la stabilité globales. La peinture a également été légèrement améliorée. Un nouvel outil de capture / enregistrement de captures d’écran est également inclus, ainsi qu’un Network Center légèrement repensé. Cette version ne respectait pas les mesures de qualité CTP et n'était disponible qu'en Édition intégrale, pour les systèmes 32 bits (x86) et 64 bits (x64).

### Bêta 2
April EDW (construit le 19 avril 2006 avec comme numéro de build 5365) a été publié le 21 avril 2006, introduit de nouvelles modifications dans les éléments d'interface utilisateur visuels et dans le comportement du contrôle de compte d'utilisateur. Un certain nombre de nouveaux arrière-plans ont également été introduits et deux nouveaux écrans de veille ont également été ajoutés. La barre latérale a été activée par défaut, de même que la défragmentation automatique du disque dur. Hold'em, un jeu livré avec certains CTP précédents, a été abandonné en raison de problèmes de "sensibilité politique" apparente; Microsoft l’offre maintenant en téléchargement Web distinct pour les utilisateurs de Windows Vista Ultimate.
Windows Vista Beta 2 Preview (construit le 1er mars 2006 avec comme numéro de build 5381) a fuité le 2 mai 2006 et a été officiellement publié le 6 mai 2006 aux bêta-testeurs techniques de Microsoft. Il comportait principalement des modifications de performances et quelques modifications mineures par rapport à la version 5365. Avec cette version, Microsoft a accédé à la version bêta 2 «séquestre».
Windows Vista Beta 2 (construit le 18 mars 2006 avec comme numéro de build 5384) a été distribué aux abonnés de Microsoft Developer Network (le premier depuis 5308) et aux testeurs Microsoft Connect le 23 mai 2006, en même temps que la présentation principale de Bill Gates à la conférence WinHEC 2006. Le 6 juin, Microsoft a étendu la disponibilité de la version bêta 2 à tous les utilisateurs, ce qui permet de télécharger Vista gratuitement en plusieurs langues à partir de leur site Web. Certains sites Web de technologie ont qualifié cette version de "l'événement de téléchargement le plus important de l'histoire du logiciel".
En juin 2006, Microsoft a apporté deux modifications importantes à leurs plans pour Windows Vista. Un problème, l'inclusion de la prise en charge de XML Paper Specification dans Vista et de Microsoft Office 2007, était devenu un sujet de litige majeur avec Adobe Systems. Lors de son lancement en mai 2005, XPS (connu à l'époque sous le nom de "Metro") était qualifié de "destructeur de PDF", mais un représentant d'Adobe a déclaré qu'il n'était "pas menacé" par son ajout à "Longhorn".Cependant, un an plus tard, Adobe avait changé de position et envisageait l'inclusion du nouveau format de document comme une attaque anticoncurrentielle sur leur Portable Document Format. Alors que Microsoft refusait totalement de supprimer XPS, notant qu'il était au cœur du système d'impression de [Vista], il a offert aux constructeurs de systèmes et aux OEM de supprimer du système d'exploitation tout aspect du format de document visible par l'utilisateur.Quelques jours plus tard, il a été annoncé que la synchronisation PC à PC ne serait pas livrée avec Windows Vista.Le 14 juin 2006, Philip Su, développeur de Windows, publiait un article sur son blog qui décrivait le processus de développement de Windows Vista, déclarant que "le code est trop compliqué et que le processus de codage a considérablement ralenti le rythme de la codification. "  Le même article décrivait également Windows Vista comme ayant environ 50 millions de lignes de code, avec environ 2 000 développeurs travaillant sur le produit.

### Pre-RC1
Build 5456 (construit le 20 juin 2006) a été publié le 24 juin 2006. Parmi les nouvelles fonctionnalités, citons un sous-système Aero réorganisé et une interface de contrôle de compte utilisateur complètement repensée et nettement moins gênante. La "vue liste" de l'Explorateur Windows a été récupérée après avoir été supprimée dans la version bêta 1. Le développeur de Microsoft, Ben Betz, a expliqué plus tard dans une entrée de blog que, même s'il estimait que la suppression du mode Liste était logique en raison de la recherche de la convivialité et de son incapacité à prendre en charge Windows. La nouvelle fonctionnalité de "regroupement" d’Explorer a été restaurée sur la base des nombreux commentaires des bêta testeurs.
Les notes de publication relatives à la version indiquent que le bogue de fuseau horaire qui affectait presque toutes les versions précédentes de Windows Vista avait été corrigé et qu'un certain nombre de problèmes liés aux paramètres régionaux et à l'IME avaient également été résolus. Un nouveau schéma de pointeur de souris "Windows Aero" a été introduit, qui introduit pour la première fois le Anticrénelage, et de nombreuses icônes de style Windows XP restantes ont été remplacées par de nouvelles des icônes. L'espace disque utilisé par une nouvelle installation a également été considérablement réduit.
Build 5472 (construit le 13 juillet 2006), est sortie le 17 juillet 2006 Outre l'intégration d'un certain nombre de corrections de bugs et d'améliorations de la localisation, la version introduit également un thème "Basic" révisé qui remplace le thème gris observé dans les versions précédentes par un thème bleu clair. Le centre réseau a également été considérablement revu: il rassemble plus d'informations d'état à un endroit et réduit le nombre d'étapes pour accéder à la plupart des options de configuration. De plus en plus d’arrière-plans et d’icônes ont été introduits et Flip3D a connu quelques modifications d’agencement. Un nouveau curseur de souris "Windows Aero" est défini par défaut. La build représentait une amélioration considérable des performances par rapport à la version bêta 2 et était comparable et peut-être même plus rapide que celle de Windows XP,.
Lors de la démonstration de la fonctionnalité de reconnaissance vocale nouvelle dans Windows Vista lors de la réunion des analystes financiers de Microsoft le 27 juillet 2006, le logiciel a reconnu la phrase "Chère maman (Dear mom)" comme étant "Chère tante (Dear aunt)" ". Après plusieurs tentatives infructueuses de correction de l'erreur, la phrase est finalement devenue "" Chère tante, réglons le double pour supprimer le tueur et sélectionnez tout "".Un développeur de l'équipe de reconnaissance vocale de Vista a ensuite expliqué qu'un problème lié à la construction de Vista entraînait le réglage très élevé du microphone au niveau gain, ce qui entrainerait "incroyablement déformé".
Le 8 août 2006, le Centre de réponse en sécurité de Microsoft a fourni des correctifs de sécurité "critiques" pour Windows Vista bêta 2, faisant de ce produit le premier produit Microsoft à obtenir des mises à jour de sécurité tout en restant en version bêta,.
Build 5536 (construit le 21 août 2006), a été publié le 24 août 2006 et entre le 29 et le 31 août aux 100 000 premiers utilisateurs qui l'ont téléchargé à partir du site de Microsoft. Parmi les changements notables, il comportait de nouveaux liens avec les services en ligne Windows Live par de nouvelles icônes dans le centre d’accueil, des mises à jour mineures de l’apparence Aero avec une teinte légèrement plus bleutée à l’effet vitreux, de grandes améliorations en matière de vitesse (notamment la vitesse de configuration ), de nombreuses corrections de bugs et un anti-aliasing plus précis dans la fonction Flip 3D. Il a été rendu public le 29 août 2006.

### RC1
Release Candidate 1 (RC1) (construit le 29 août 2006 avec comme numéro du build 5600). a été publié par un groupe de bêta testeurs le 1er septembre 2006.
Le 6 septembre, RC1 a été distribué aux abonnés MSDN et Technet, ainsi qu'aux membres inscrits au programme de prévisualisation client (CPP) avec des PID bêta 2. Le 14 septembre, Microsoft a rouvert le RPC à de nouveaux membres. Le RPC a pris fin le 26 novembre 2006.La publication de la version Release Candidate 1 a donné lieu à de nombreux examens et analyses approfondis sur divers sites Web d’actualités technologiques, à la fois immédiatement après sa publication et dans les semaines qui ont suivi. Ken Fisher d'Ars Technica, écrivait que les performances avaient nettement progressé par rapport à la version bêta 2, suggérant que les machines plus rapides pouvaient donner de meilleurs résultats que Windows XP; Il a également critiqué l'utilité de la barre latérale Windows et l'intrusion persistante du contrôle de compte d'utilisateur.L'examen de CRN a relevé cinq catégories d'améliorations spécifiques à la version finale: version d'installation, vitesse de support du pilote de périphérique, amélioration des performances de plusieurs composants, sécurité et fonctionnalités multimédias.La critique de l'interface utilisateur de Vista a également été soulevée, Chris Pirillo décrivant l'état quasi final comme étant "bâclé".

### Pre-RC2
Build 5700 (construit le 10 août 2006) a été rendu public le 22 septembre 2006 aux participants à la bêta technique. Le lendemain, Microsoft a publié une version 32 bits de la version au public. Une version 64 bits est arrivée le 25 septembre. Le 1er octobre, Microsoft a atteint ses objectifs en matière de participation au programme et ne propose plus la version au public. En réponse aux nombreuses réactions des testeurs de la RC1, le contrôleur 5728 contenait de nombreuses améliorations, notamment l’inclusion d’une case à cocher dans les propriétés Son permettant à l’utilisateur de désactiver le son de démarrage de Windows Vista.Le Centre d’accueil a également été amélioré avec l’ajout de nouvelles icônes, éliminant l’utilisation d’une seule icône pour plusieurs éléments, et toutes les anciennes icônes du dossier Utilisateur ont été remplacées. Avec cette version, Microsoft a presque atteint son objectif d'installation de Vista en 15 minutes, Selon certains rapporteurs, 5728 a mis aussi peu que 16 minutes pour effectuer une nouvelle installation.Toutefois, la mise à niveau à partir de Windows XP était encore lente, nécessitant parfois plus d’une heure.

### RC2
Release Candidate 2 (RC2) (construit le 3 octobre 2006 avec comme numéro du build 5744.16384) a été mis à la disposition des membres du CPP, des testeurs TAP, des abonnés MSDN / Technet et d’autres bêta-testeurs techniques le vendredi 6 octobre 2006, et était disponible au téléchargement jusqu’au 9 octobre. En raison du calendrier de développement serré, c’est la version finale qui être officiellement publié pour le grand public pour les tests. Néanmoins, toutes les clés de produit préliminaires fonctionneront jusqu'à la dernière version de RTM. Plusieurs testeurs ont indiqué que RC2 était plus rapide et plus stable que la version 5728. Cependant, étant donné que RC2, qui était une version intermédiaire régulière, et non une étape importante comme son nom l'indique, n'a pas été testé de manière aussi rigoureuse que RC1, RC1 a peut-être été plus stable dans certaines situations. Cette version a corrigé de nombreux problèmes de compatibilité qui affectaient les versions précédentes. L"Interface utilisateur graphique de Vista, qui continuait à être améliorée, contenait quelques modifications mineures, l’une des plus importantes étant la nouvelle possibilité de personnaliser la couleur, mais pas la transparence, des fenêtres agrandies. Dans les versions précédentes, les fenêtres devenaient principalement noires lorsqu'elles étaient maximisées, ce qui ne pouvait pas être modifié par les utilisateurs. Une icône du panneau de configuration pour Windows Sideshow a également été ajoutée.

### Pre-RTM
Dans la mesure où une version release to manufacturing (RTM) est la version finale du code envoyé aux détaillants et autres distributeurs, elle a pour objectif d’éliminer tous les derniers bogues empêchant la lecture du code. d’expédition responsable aux clients, ainsi que de tout ce que les consommateurs peuvent trouver ennuyeux. Il est donc peu probable que de nouvelles fonctionnalités majeures soient introduites. au lieu de cela, le travail se concentrera sur le "fit-and-finish" de Vista. En quelques jours à peine, les développeurs avaient réussi à faire passer le nombre de bogues de Vista de plus de 2470 le 22 septembre à un peu plus de 1400 lorsque la RC2 a été livrée début octobre. Cependant, ils avaient encore du chemin à faire avant que Vista soit prêt pour RTM. Les processus internes de Microsoft exigeaient que le nombre de bogues de Vista soit réduit à 500 ou moins avant que le produit ne puisse être bloqué pour RTM.
Pour la plupart de ces versions, seules les versions 32 bits ont été publiées.
Build 5808 (construit le 12 octobre 2006) a été publié pour les testeurs TAP le 19 octobre 2006.Cette version était remarquable car il s'agissait de la première version publiée par les testeurs depuis que Microsoft avait entré "l'engagement" RTM avec la version 5800. Cela explique pourquoi le nombre de versions est passé de 57xx à 58xx.
Build 5824 (construit le 17 octobre 2006) a été publié par un grand nombre de testeurs internes plus tard dans la journée, dans l’espoir que cette version devienne la version finale du RTM. Cependant, un bug catastrophique de "blocage" a été trouvé qui a détruit tout système mis à niveau à partir de Windows XP. Seule une réinstallation complète de Windows permettrait de réparer l'ordinateur.
Build 5840 (construit le 18 octobre 2006) a été mis à la disposition des testeurs internes. Selon Paul Thurrott, cette version ne contenait pas le bogue principal de la version 5824 et les tests ont produit des commentaires très positifs. Cette construction contenait un grand nombre d'icônes nouvelles et finales, ainsi qu'un nouvel ensemble de fonds d'écran finaux, y compris un nouveau fond d'écran par défaut basé sur le "swoosh" Aurora vu dans les versions précédentes.

### RTM
Release to Manufacturing (RTM) (construit le 1er novembre 2006 avec comme numéro du build 6000.16386) est la version de Windows Vista livrée aux clients Microsoft a annoncé que cette version avait été finalisée le 8 novembre 2006, après plus de cinq ans de développement.
Le numéro de version du RTM a été porté à 6000 pour refléter le numéro de version interne de Vista, NT 6.0.Sauter les numéros de build RTM est une pratique courante parmi les versions Windows destinées au consommateur, comme Windows 98 (build 1998), Windows 98 SE (build 2222), Windows Me (b.3000) ou Windows XP (b.2600), par rapport aux versions orientées métier telles que Windows 2000 (b.2195) ou Server 2003 (b.3790). Le 16 novembre 2006, Microsoft a mis la version finale à la disposition des abonnés de MSDN et de Technet Plus. Une édition orientée pour les entreprises a été mise à la disposition des clients de licences en volume le 30 novembre 2006. Windows Vista a été lancé pour le public général le 30 janvier 2007.

## De Mi-2007 à février 2008: Service Pack 1
Service Pack 1 Beta n’a été publié sur Microsoft Connect que par des testeurs sélectionnés le 24 septembre 2007. Cette version a été proposée en option via Windows Update via une clé de registre installée par le testeur. Cette clé a ensuite été filtrée sur le réseau, ce qui a entraîné sa désactivation par Microsoft. Avec cette version, le numéro de build pour Vista est passé à 6001.16659.070916-1443. Cette version a également supprimé la console de gestion des stratégies de groupe (GPMC) des ordinateurs clients, pour la remplacer par une version téléchargeable à une date ultérieure. L’option de menu «Rechercher» de la barre de droite du menu Démarrer a également été supprimée (y compris l’option de le rajouter à partir de la liste de personnalisation du menu Démarrer). Cette version a cassé la famille d’applications «HP Touch smart» et a également provoqué des bogues lors de la sortie du mode veille. Dans certains cas, certains PC 64 bits dotés de puces TPM (Trusted Platform Module) n’ont pas pu terminer le démarrage. Cette version contenait également des améliorations non spécifiées en termes de rapidité et de réactivité du système d'exploitation.
Service Pack 1 Release Candidate Preview n’a été publié sur Microsoft Connect que par des testeurs sélectionnés le 12 novembre 2007. Avec cette version, le numéro de build pour Vista a été porté à 6001.17042.071107.1618. Les modifications de cette version sont couvertes par l'Accord de non-divulgation (NDA).
Service Pack 1 Release Candidate a été publié pour la première fois à l'intention des testeurs Microsoft Connect le 4 décembre 2007, avec la même version publiée sur MSDN et TechNet plusieurs semaines plus tard. Quelques jours plus tard, cette version a été publiée officiellement sur le centre de téléchargement Microsoft en tant qu'aperçu public du SP1. Avec cette version, le nombre de versions de Vista a été augmenté à 6001.17052.071129.2315. Cette version contenait un certain nombre de modifications et d’améliorations notables.
Service Pack 1 Release Candidate Refresh a été publié sur Microsoft Connect aux testeurs sélectionnés le 9 janvier 2008 et a été rendu public le 11 janvier 2008  Cette version a une numéro de build de 6001.17128.080101.1935.
Service Pack 1 Release Candidate Refresh 2 a été publié sur Microsoft Connect uniquement pour certains testeurs le 24 janvier 2008 - via Windows Update uniquement. Cette version a un numéro de build de 6001.18000.Les détails de cette version sont couverts par le Accord de non-divulgation (NDA).
Service Pack 1 a été mis en fabrication le lundi 4 février 2008. La version finale du Service Pack 1 a été mise en ligne le mardi 18 mars 2008 sur le Centre de téléchargement Microsoft et Windows Update.Les sources chez Microsoft ont confirmé que cette version correspond exactement au même code que RC Refresh 2, ce qui lui donne également le même numéro de version. La chaîne de construction complète de cette version et de la RC Refresh 2 est "6001.18000.longhorn_rtm.080118-1840".

## Post-Service Pack 1
Build 6001.18063 (sortie le 24 juin 2018) Microsoft a publié le KB952709 en tant que mise à jour de fiabilité et de performances pour Windows Vista. Cette version est remarquable pour deux raisons. Tout d'abord, il s'agit de la première mise à jour publiée qui augmente le nombre de versions de Vista au-delà de la version 6001.18000 (finale) du Service Pack 1. Deuxièmement, cette version remplace la chaîne 6001.  Longhorn  _ rtm.080118-1840 .  vistasp1  _ gdr.080425-1930. La chaîne de construction du longhorn était présente au début du développement de Vista, mais ne figurait ni dans la version officielle ni dans les mises à jour tant qu’elle n’a pas été réintroduite au cours de la version bêta du SP1 et qu’elle a été laissée lors de la publication du SP1, cette version marque sa suppression du seul la version finale de Vista pour contenir le nom de code Longhorn de manière importante.

## De début 2008 à avril 2009: Service Pack 2
Microsoft a commencé à travailler sur le Service Pack 2 peu après la publication du Service Pack 1, car Windows Server 2008 utilise la même base de code que Windows Vista Service Pack 1.
Le Service Pack 2 est le premier service pack à être publié simultanément pour Windows Server 2008 et Windows Vista, partageant le même fichier binaire.
Pré-bêta de Windows Vista Service Pack 2 

Numéro de construction 6002.16489.lh_sp2beta.080924-1740 (version 105) 

Sortie en octobre 2008.
Windows Vista Service Pack 2 bêta 

Numéro de build 6002.16497.081017-1605 (Version 113) 

Paru le 4 décembre 2008. Le téléchargement est devenu disponible dans le Centre de téléchargement Microsoft.
Engagement RC de Windows Vista Service Pack 2 

Numéro de construction 6002.16659.090114-1728 (version 275) 

Publié en janvier 2009.
Candidate à la publication du Service Pack 2 Windows Vista 

Numéro de build 6002.16670.090130-1715 (Version 286) 

Paru en février 2009.
Escrow RTM Windows Vista Service Pack 2 conçu pour connecter les bêta-testeurs' 

Numéro de build 6002.17043.090312-1835 (Version ???) 

Publiée en mars 2009. 
 Disponible et peut être installé via Windows Update
Escrow RTM Windows Vista Service Pack 2 

Numéro de build 6002.17506.090313-1730 (Version ???) 

Paru en mars 2009. 
 Fuite sur les sites Web de partage de fichiers.
RTM Windows Vista Service Pack 2 

Numéro de construction 6002.18005.090410-1830 

Publié le 28 avril 2009. 
 Publié officiellement par Microsoft via Windows Update le 26 mai 2009.

## Dates de fin du support
Windows Vista sans Service Pack a vu son support s'arrêter le 13 avril 2010.

Windows Vista avec Service Pack 1 a vu son support s'arrêter le 12 juillet 2011.

Pour Windows Vista Service Pack 2, le support standard s'est terminé le 10 avril 2012, et le support étendu le 11 avril 2017.